# Raúl Héctor García

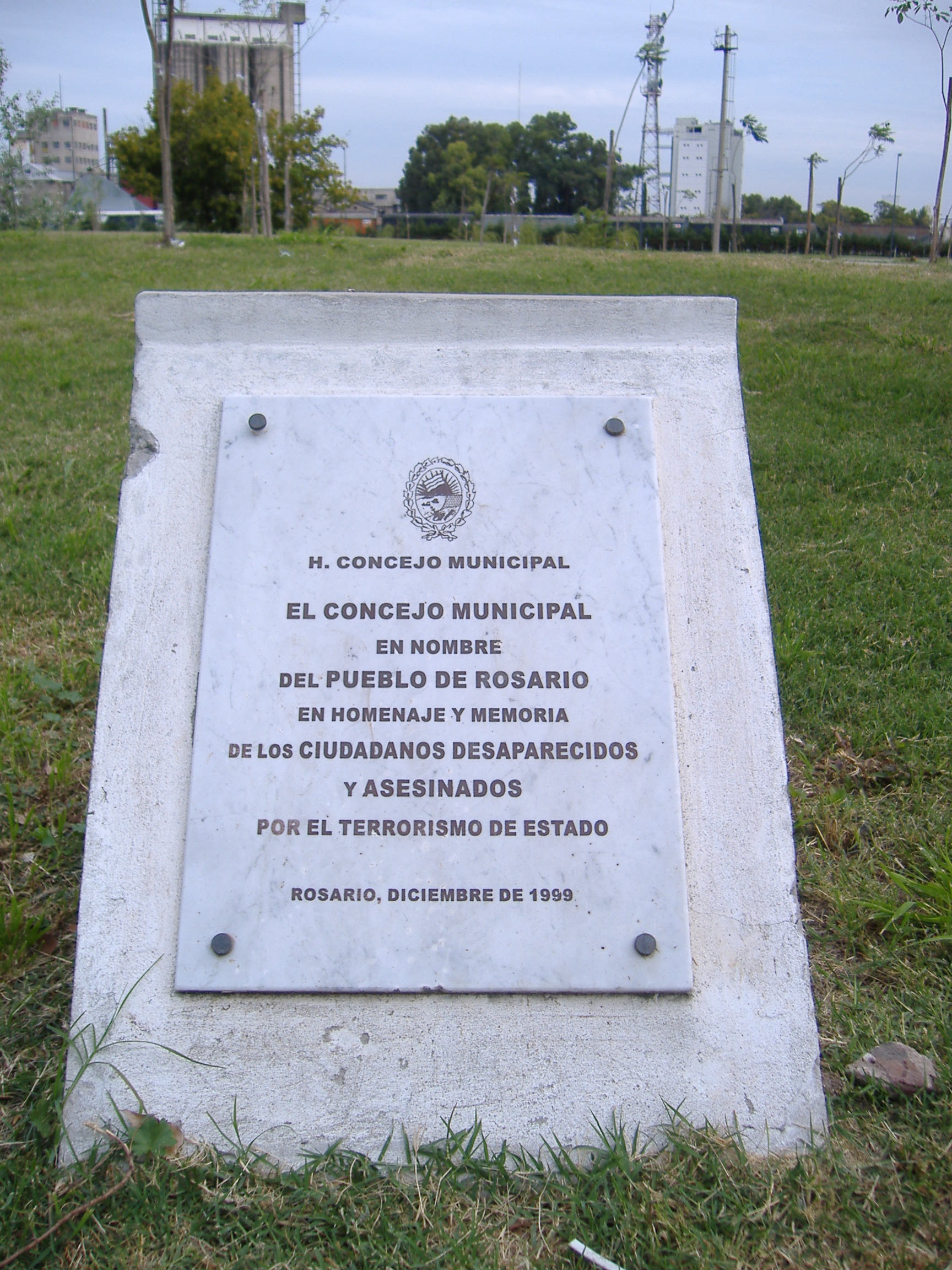
Recordatorio desaparecidos, Rosario

Raúl Héctor García (Rosario, Provincia de Santa Fe, 17 de diciembre de 1946-Rosario, 15 de diciembre de 1976) fue un maestro, militante de la Juventud Universitaria Peronista y Montoneros, asesinado por la última dictadura cívico militar en Argentina.

## Breve reseña
Estudiaba Antropología en la Facultad de Humanidades de la Universidad Nacional de Rosario.
En 1969, Raúl decide irse a vivir al barrio Terraplén de Pérez para estar cerca de la gente,  conformando un grupo de amigos que se volcó a trabajar también en Cabín 9.
En ambos barrios, además de la tarea básica de alfabetizar a los niños y adultos de la zona, desarrolla acciones de promoción de salud, alimentación y recreación, entre otras.

## La escuela de Cabín 9
Comenzó a funcionar en una sala instalada en una construcción precaria. En ese lugar García enseñaba a leer y escribir. Más adelante, con el trabajo personal de los vecinos del barrio, se construyeron dos aulas más. En 1975, se inauguró como escuela, incorporada a la enseñanza pública. La institución continuó su crecimiento a lo largo del tiempo. Actualmente integra 4 unidades educativas y es la de mayor alumnado de la provincia de Santa Fe. La escuela media para adultos es una de dichas unidades. Desde 2012 lleva el nombre de Raúl Héctor García.

## El SINTER
Hacia fines de la década de 1960, los trabajadores de la educación de Rosario estaban agrupados en la Casa del Maestro, desde donde se ejercía la representación gremial del sector. 

En mayo de 1969 fue asesinado el estudiante Adolfo Bello. En una asamblea convocada en la Casa del Maestro se decidió realizar un paro de actividades en repudio del asesinato. La representación gremial tradicional no respaldó a los docentes en esta medida.
En 1971, el descontento de varios grupos de docentes con sus representantes gremiales tradicionales produjo una ruptura a partir de la cual se creó el Sindicato de Trabajadores de la Educación de Rosario (SINTER). García fue uno de los fundadores del SINTER, que llegó a tener más de 1.200 afiliados y además fue miembro de la comisión directiva. 

A partir de las acciones y la ideología del SINTER, se crearon las condiciones que permitieron la conformación en 1973 de la CTERA (Confederación de Trabajadores de la Educación de la República Argentina). García fue miembro de la comisión directiva de CTERA y uno de los redactores de sus documentos fundacionales.

Las políticas de la dictadura instalada en 1976 y sus prácticas represivas llevaron a la disolución de varias agrupaciones, entre ellas el SINTER y la Unión del Magisterio de Rosario.

## Asesinato
“El maestro”, como lo conocían en el barrio a Raúl, fue asesinado en la vía pública de Rosario  (en la calle Almafuerte) escapando del bar Pigalle, de Reconquista y Alberdi, donde se encontraba con la maestra Nora Elma Larrosa (también militante de Montoneros) .el 15 de diciembre de 1976, por un grupo de tareas vestido de civil lo acribilló a balazos desde menos de un metro de distancia. Sus restos están enterrados en el cementerio de Granadero Baigorria. Tenía una hija que actualmente reside en Francia.

## Documental
En septiembre de 1976 Amsafe Rosario presentó un documental sobre trabajadores de la educación desaparecidos que incluye además de García, a Miguel Ángel Urusa Nicolau, Osvaldo Seggiaro, María Susana Brocca, Ana María Gutiérrez, Nora Elma Larrosa, Luis Eduardo Lescano Jobet, Graciela Elina Teresa Lo Tufo Martínez y Elvira Estela Márquez Dreyer.